# 愛知杯
愛知杯（あいちはい）は、日本中央競馬会 (JRA) が中京競馬場で施行する中央競馬の重賞競走 (GIII) である。競馬番組表での名称は「農林水産省賞典 愛知杯（のうりんすいさんしょうしょうてん あいちはい）」と表記している。
正賞は農林水産大臣賞、愛知県知事賞。

## 概要
1963年に創設された4歳（現3歳）以上の馬による重賞競走で、当初は中京競馬場の砂2000mで行われていた。1970年に中京競馬場の芝コースが完成し、以降は芝2000mで定着。施行時期は幾度かの変遷を経て、2015年は休止し2016年からは1月開催となった。2025年より前年まで開催されていた京都牝馬ステークスの競走条件を引き継ぎ、施行距離を芝1400m、開催時期を3月、さらに負担重量をハンデキャップからグレード別定に変更されることになった。
1972年に内国産種牡馬の奨励と保護策の一環として父内国産馬限定競走に指定され、以来2003年まで父内国産馬限定の重賞競走として行われてきたが、内国産種牡馬もリーディング上位を争うようになったことに加え、牝馬の出走機会を広げ、優れた牝馬を育成することを目的とした牝馬重賞競走体系整備の一環として、2004年より牝馬限定戦に変更されるとともに外国産馬も出走可能になった。地方競馬所属馬は1998年と1999年、および2006年より2014年まで出走可能だったが、2000年から2005年まで、および2016年から2019年までは出走できなくなった。2020年からは地方競馬所属馬も再び出走可能になった。また、外国馬も2006年より出走可能になった。

### 競走条件
以下の内容は、2025年のもの。
出走資格：サラ系4歳以上牝馬、除未出走馬および未勝利馬
- JRA所属馬
- 地方競馬所属馬（認定馬のみ、2頭まで）
- 外国調教馬（優先出走）

負担重量：55kg、2024年3月16日以降GI競走1着馬3kg増、GII競走1着馬2kg増、GIII競走1着馬1kg増、2024年3月15日以前のGI競走1着馬2kg増、GII競走1着馬1kg増（ただし2歳時の成績を除く）

### 賞金
2025年の1着賞金は3800万円で、以下2着1500万円、3着950万円、4着570万円、5着380万円。

## 歴史
- 1963年 - 4歳（現3歳）以上のハンデキャップ競走「愛知盃」として創設、中京競馬場の砂2000mで施行[3]。
- 1966年 - 名称を「農林省賞典 愛知盃」に変更。
- 1968年 - 前週開催された中日賞における失格裁定に端を発する暴動が発生（詳細は当該項目参照）、そのあおりを受けて翌週の開催が取りやめとなり[8]、繋駕速歩競走廃止記念競走も含め、本競走も中止された。
- 1970年 
  - 名称を「農林省賞典 愛知杯」に変更。
  - 中京競馬場の芝コース完成により、施行コースを芝2000mに変更[3]。
- 1972年 - 父内国産馬限定競走に指定[3][9]。
- 1978年 - 名称を「農林水産省賞典 愛知杯」に変更[3]。
- 1984年 - グレード制施行によりGIII[注 1]に格付け。
- 1998年 - 特別指定交流競走に指定され、地方競馬所属馬が2頭まで出走可能となる（1999年まで）[3]。
- 2001年 - 馬齢表示を国際基準へ変更したことに伴い、競走条件を「3歳以上」に変更。
- 2004年
  - 競走条件を「3歳以上牝馬」に変更[3]。
  - 混合競走に指定され、外国産馬が出走可能になる[3]。
- 2006年
  - 国際競走に指定され、外国調教馬が4頭まで出走可能となる[3]。
  - 特別指定交流競走に再指定、地方競馬所属馬が2頭まで出走可能となる（2014年まで）[3]。
- 2007年 - 日本のパートI国昇格に伴い、外国調教馬の出走枠が8頭に拡大[3]。
- 2009年 - 外国調教馬の出走枠が9頭に拡大[3]。
- 2020年 
  - 京都競馬場が同年11月から整備工事開始を控える日程変更のため、小倉競馬場で施行。
  - 特別指定交流競走に再指定、地方競馬所属馬が2頭まで出走可能となる。
- 2021年 - 新型コロナウイルス感染拡大防止のため「無観客競馬」として実施[10]。
- 2024年 - 阪神競馬場のスタンドリフレッシュ工事に伴う日程変更のため、小倉競馬場で施行。
- 2025年[11]
  - 施行時期を3月に、施行日も2011年以来となる日曜日にそれぞれ変更。
  - 施行距離を芝1400m、負担重量をハンデキャップからグレード別定に変更（2024年まで実施していた京都牝馬ステークスの改称となる）。
  - 前年までの本競走の施行場を小倉競馬場・芝2000mへと変更し「小倉牝馬ステークス」に改称したうえで、施行時期（1月）・重賞格付（GIII）・負担重量（ハンデキャップ戦）を引き継ぐ形で実施され、回次は新たな重賞として第1回として実施。

### 歴代優勝馬
コース種別を表記していない距離は、芝コースを表す。
優勝馬の馬齢は、2000年以前も現行表記にそろえている。
| 回数   | 施行日         | 競馬場 | 距離    | 優勝馬             | タイム          | 性齢         | 優勝騎手     | 管理調教師   | 馬主                                 |
| ------ | -------------- | ------ | ------- | ------------------ | --------------- | ------------ | ------------ | ------------ | ------------------------------------ |
| 第1回  | 1963年8月11日  | 中京   | 砂2000m | バンダル           | 2:05.0          | 牡3          | 浅見国一     | 藤本冨良     | 白井新平                             |
| 第2回  | 1964年8月23日  | 中京   | 砂2000m | コウタロー         | 2:06.5          | 牡4          | 武邦彦       | 柴田不二男   | 上田光子                             |
| 第3回  | 1965年12月26日 | 中京   | 砂2000m | アオバ             | 2:06.2          | 牡3          | 沢峰次       | 森末之助     | 清水友太郎                           |
| 第4回  | 1966年12月18日 | 中京   | 砂2000m | パラデイン         | 2:09.0          | 牡4          | 矢野照正     | 阿部正太郎   | 大和通孝                             |
| 第5回  | 1967年12月17日 | 中京   | 砂2000m | カブトザン         | 2:06.6          | 牡4          | 小林常泰     | 小西喜蔵     | 山之内喜代子                         |
| 第6回  | 1968年12月15日 | 中京   | 砂2000m | 開催取りやめ       | 開催取りやめ    | 開催取りやめ | 開催取りやめ | 開催取りやめ | 開催取りやめ                         |
| 第7回  | 1969年8月3日   | 中京   | 砂2000m | グローブターフ     | 2:04.5          | 牝3          | 佐々木昭次   | 阿部正太郎   | ターファイトクラブ                   |
| 第8回  | 1970年12月20日 | 中京   | 2000m   | オウジャ           | 2:01.8          | 牡3          | 古賀正俊     | 古賀嘉蔵     | 飯田正                               |
| 第9回  | 1971年12月19日 | 中京   | 2000m   | スリービート       | 2:01.5          | 牡4          | 稲部和久     | 諏訪佐市     | 永井永一                             |
| 第10回 | 1972年12月3日  | 中京   | 2000m   | シンザンミサキ     | 2:01.4          | 牡3          | 久保敏文     | 久保道雄     | 宮本貞雄                             |
| 第11回 | 1973年12月2日  | 中京   | 2000m   | シルバーランド     | 1:59.9          | 牡3          | 高橋成忠     | 佐藤勇       | 冨士田竹三                           |
| 第12回 | 1974年12月22日 | 中京   | 2000m   | シルバーランド     | 2:01.5          | 牡4          | 高橋成忠     | 佐藤勇       | 冨士田竹三                           |
| 第13回 | 1975年12月21日 | 中京   | 2000m   | イナボレス         | 2:01.7          | 牡6          | 矢野一博     | 大久保末吉   | （有）イナトミ                       |
| 第14回 | 1976年12月19日 | 中京   | 2000m   | ハードラーク       | 2:00.9 （同着） | 牡4          | 増沢末夫     | 久保田金造   | 榊原富夫                             |
| 第14回 | 1976年12月19日 | 中京   | 2000m   | トウカンタケシバ   | 2:00.9 （同着） | 牡3          | 清水英次     | 浅野武志     | 関口量三                             |
| 第15回 | 1977年12月18日 | 中京   | 2000m   | トウカンタケシバ   | 2:03.3          | 牡4          | 野川秋良     | 浅野武志     | 関口量三                             |
| 第16回 | 1978年12月17日 | 中京   | 2000m   | ハシコトブキ       | 2:01.7          | 牡4          | 安田伊佐夫   | 内藤繁春     | （株）シンザンクラブ                 |
| 第17回 | 1979年12月16日 | 中京   | 2000m   | グレートタイタン   | 2:01.2          | 牡4          | 武邦彦       | 吉田三郎     | 長底定治郎                           |
| 第18回 | 1980年12月21日 | 中京   | 2000m   | ウエスタンジョージ | 2:00.2          | 牡4          | 加用正       | 北橋修二     | 西川商事（株）                       |
| 第19回 | 1981年12月20日 | 中京   | 2000m   | ヒヨシシカイナミ   | 2:02.7          | 牡4          | 柴田政見     | 柴田不二男   | 酒井登                               |
| 第20回 | 1982年12月5日  | 中京   | 2000m   | ワイエムアロー     | 2:00.7          | 牡3          | 田原成貴     | 谷八郎       | ワイエム観光（株）                   |
| 第21回 | 1983年12月4日  | 中京   | 2000m   | アローボヘミアン   | 2:00.2          | 牡4          | 岩元市三     | 梶与四松     | 伊達秀和                             |
| 第22回 | 1984年12月2日  | 中京   | 2000m   | キクノペガサス     | 2:00.3          | 牝3          | 南井克巳     | 宇田明彦     | 佐々木秋芳                           |
| 第23回 | 1985年12月1日  | 中京   | 2000m   | ロングクイック     | 2:01.3          | 牡3          | 内田国夫     | 小野幸治     | 中井商事（株）                       |
| 第24回 | 1986年11月30日 | 中京   | 2000m   | ピーターホーラー   | 2:00.0          | 牡3          | 飯田明弘     | 荻野光男     | 松坂正喜                             |
| 第25回 | 1987年12月13日 | 中京   | 2000m   | ピーターホーラー   | 2:00.3          | 牡4          | 飯田明弘     | 荻野光男     | 松坂正喜                             |
| 第26回 | 1988年12月11日 | 中京   | 2000m   | カツトクシン       | 1:58.2          | 牡3          | 松永幹夫     | 安田伊佐夫   | 渡辺典六                             |
| 第27回 | 1989年12月10日 | 中京   | 2000m   | グレートモンテ     | 1:59.0          | 牡4          | 猿橋重利     | 高橋成忠     | 野﨑龍一                             |
| 第28回 | 1990年12月9日  | 中京   | 2000m   | ホワイトアロー     | 1:59.8          | 牡3          | 内田国夫     | 小野幸治     | 東山ホース（株）                     |
| 第29回 | 1991年12月8日  | 中京   | 2000m   | ヤマニンシアトル   | 2:00.8          | 牡4          | 熊沢重文     | 橋本寿正     | 土井薫                               |
| 第30回 | 1992年12月13日 | 中京   | 2000m   | ヌエボトウショウ   | 2:02.5          | 牝5          | 角田晃一     | 渡辺栄       | トウショウ産業（株）                 |
| 第31回 | 1993年12月12日 | 中京   | 2000m   | ホマレオーカン     | 2:00.6          | 牡3          | 菊沢隆徳     | 柄崎孝       | （株）グリーンテック                 |
| 第32回 | 1994年12月11日 | 中京   | 2000m   | テンザンユタカ     | 2:00.1          | 牝3          | 松永昌博     | 松永善晴     | 平野三郎                             |
| 第33回 | 1995年12月10日 | 中京   | 2000m   | サウンドバリヤー   | 2:00.2          | 牡3          | 河北通       | 小野幸治     | 名古屋友豊（株）                     |
| 第34回 | 1996年12月8日  | 中京   | 2000m   | ファンドリショウリ | 2:00.8          | 牡5          | 宝来城多郎   | 布施正       | 水戸富雄                             |
| 第35回 | 1997年12月7日  | 中京   | 2000m   | サクラエキスパート | 2:00.6          | 牡4          | 佐藤哲三     | 佐々木晶三   | （株）さくらコマース                 |
| 第36回 | 1998年12月13日 | 中京   | 2000m   | カネトシガバナー   | 2:01.6          | 牡3          | 秋山真一郎   | 野村彰彦     | 兼松利男                             |
| 第37回 | 1999年12月12日 | 小倉   | 2000m   | バンブーマリアッチ | 1:59.9          | 牡4          | 野元昭嘉     | 梅内忍       | （有）バンブー牧場                   |
| 第38回 | 2000年6月3日   | 中京   | 2000m   | トゥナンテ         | 1:58.6          | 牡5          | 幸英明       | 松元省一     | （有）社台レースホース               |
| 第39回 | 2001年6月2日   | 中京   | 2000m   | グランドシンザン   | 1:59.8          | セン7        | 安藤勝己     | 坂田正行     | 元屋地文明                           |
| 第40回 | 2002年6月2日   | 中京   | 2000m   | トウカイパルサー   | 2:00.3          | 牡6          | 吉田稔       | 松元茂樹     | 内村正則                             |
| 第41回 | 2003年6月8日   | 中京   | 2000m   | カゼニフカレテ     | 1:59.7          | 牡4          | 吉田稔       | 佐々木晶三   | 小田切有一                           |
| 第42回 | 2004年6月6日   | 中京   | 2000m   | メモリーキアヌ     | 2:00.6          | 牝4          | 秋山真一郎   | 湯窪幸雄     | （株）シンザンクラブ                 |
| 第43回 | 2005年6月5日   | 中京   | 2000m   | マイネソーサリス   | 2:01.3          | 牝4          | 安部幸夫     | 佐々木晶三   | （株）サラブレッドクラブ・ラフィアン |
| 第44回 | 2006年12月16日 | 中京   | 2000m   | アドマイヤキッス   | 1:58.6          | 牝3          | 武豊         | 松田博資     | 近藤利一                             |
| 第45回 | 2007年12月15日 | 中京   | 2000m   | ディアデラノビア   | 1:58.9          | 牝5          | C.ルメール   | 角居勝彦     | （有）キャロットファーム             |
| 第46回 | 2008年12月20日 | 中京   | 2000m   | セラフィックロンプ | 1:59.2          | 牝4          | 宮崎北斗     | 武藤善則     | 井上一郎                             |
| 第47回 | 2009年12月19日 | 中京   | 2000m   | リトルアマポーラ   | 1:59.7          | 牝4          | 中舘英二     | 長浜博之     | （有）社台レースホース               |
| 第48回 | 2010年12月19日 | 小倉   | 2000m   | セラフィックロンプ | 1:59.5          | 牝6          | 宮崎北斗     | 武藤善則     | 井上一郎                             |
| 第49回 | 2011年12月18日 | 小倉   | 2000m   | フミノイマージン   | 1:59.4          | 牝5          | 太宰啓介     | 本田優       | 谷二                                 |
| 第50回 | 2012年12月15日 | 中京   | 2000m   | エーシンメンフィス | 2:03.6          | 牝4          | 川須栄彦     | 野中賢二     | （株）栄進堂                         |
| 第51回 | 2013年12月14日 | 中京   | 2000m   | フーラブライド     | 2:02.1          | 牝4          | 酒井学       | 木原一良     | 吉田和子                             |
| 第52回 | 2014年12月20日 | 中京   | 2000m   | ディアデラマドレ   | 2:04.4          | 牝4          | 藤岡康太     | 角居勝彦     | （有）キャロットファーム             |
| 第53回 | 2016年1月16日  | 中京   | 2000m   | バウンスシャッセ   | 1:58.8          | 牝5          | 田辺裕信     | 藤沢和雄     | （有）キャロットファーム             |
| 第54回 | 2017年1月14日  | 中京   | 2000m   | マキシマムドパリ   | 2:01.4          | 牝5          | 岩田康誠     | 松元茂樹     | （株）グリーンファーム               |
| 第55回 | 2018年1月13日  | 中京   | 2000m   | エテルナミノル     | 2:00.1          | 牝5          | 四位洋文     | 本田優       | 吉岡實                               |
| 第56回 | 2019年1月26日  | 中京   | 2000m   | ワンブレスアウェイ | 2:00.0          | 牝6          | 津村明秀     | 古賀慎明     | （有）サンデーレーシング             |
| 第57回 | 2020年1月18日  | 小倉   | 2000m   | デンコウアンジュ   | 2:01.1          | 牝7          | 柴田善臣     | 荒川義之     | 田中康弘                             |
| 第58回 | 2021年1月16日  | 中京   | 2000m   | マジックキャッスル | 1:58.7          | 牝4          | 戸崎圭太     | 国枝栄       | （有）社台レースホース               |
| 第59回 | 2022年1月15日  | 中京   | 2000m   | ルビーカサブランカ | 2:01.0          | 牝5          | 武豊         | 須貝尚介     | （株）金子真人ホールディングス       |
| 第60回 | 2023年1月14日  | 中京   | 2000m   | アートハウス       | 2:03.1          | 牝4          | 川田将雅     | 中内田充正   | H.H.シェイク・ファハド               |
| 第61回 | 2024年1月13日  | 小倉   | 2000m   | ミッキーゴージャス | 1:57.9          | 牝4          | 川田将雅     | 安田隆行     | 野田みづき                           |
| 第62回 | 2025年3月23日  | 中京   | 1400m   | ワイドラトゥール   | 1:20.2          | 牝4          | 北村友一     | 藤原英昭     | 幅田昌伸                             |